# Torre JV Juárez
La Torre JV Juárez es un edificio desarrollado por Grupo JV y propiedad de Julián Ventosa ubicado en la Avenida Juárez 2925, colonia La Paz en Puebla de Zaragoza. Es el séptimo edificio más alto del Municipio de Puebla actualmente.

## Características
Su altura es de 76 metros y tiene 20 pisos. Su construcción comenzó en 2008 y concluyó en 2011. Su uso es para renta de  corporativos y oficinas. Cuenta con 8 niveles de estacionamiento. El dueño de este rascacielos y desarrollador es: Grupo JV. Grupo Inmobiliario de origen poblano.